# Suriname Buddhism Common Practice Commission
Suriname Buddhism Common Practice Commission is een boeddhistische vereniging in Suriname. Het is in januari 2006 opgericht door Chinese Surinamers om de diversiteit onder Chinese Surinamers en diversiteit onder boeddhistische Surinamers te laten zien. De initiatiefnemers voor het oprichten van deze vereniging zijn David Dai en Wang Dai. De openingsceremonie vond plaats in de Golden Tulip Hotel in Paramaribo. Hierbij waren verschillende hoge bestuurders aanwezig.